# 由起しげ子
由起 しげ子（ゆき しげこ、1900年12月2日 - 1969年12月30日）は、日本の小説家。山田耕筰に師事し、フランスに音楽留学もしたが、脊椎カリエスのため文筆に転じ、芥川賞を受賞しベストセラー作家になった。旧名新飼 志げ（しんがい しげ）。

## 生涯

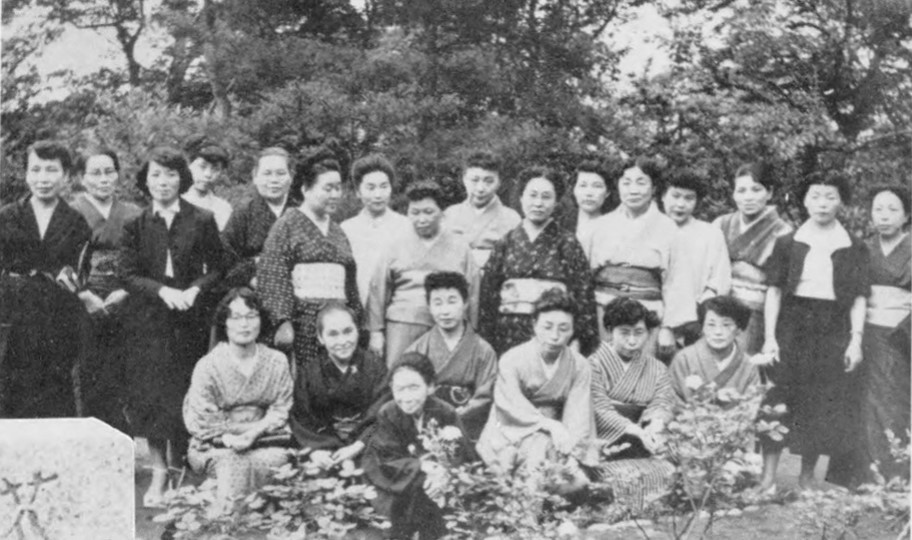
1954年、林芙美子の三回忌に集まった女性の文学者たち。
前列左から、小山いと子、森田たま、林芙美子の母、美川きよ、川上喜久子、円地文子、大田洋子。
後列左から、宇野千代、大谷藤子、三宅艶子、城夏子、壺井栄、平林たい子、由起しげ子、村岡花子、横山美智子、佐多稲子、芝木好子、板垣直子、大原富枝、阿部光子、峯雪栄、森三千代。

大阪府堺市生まれ。神戸女学院音楽部在学中に山田耕筰から作曲を学び、才能を発揮していたが、中退する。
1924年、画家の伊原宇三郎と結婚、三男一女を儲けた。
1945年、伊原と別居する。神近市子らの勧めにより作家の道に進む。
1949年、『作品』に発表した最初の短篇「本の話」で第21回（戦後再開第1回）芥川賞を受賞する。
1954年、『小説新潮』に載せた「女中ッ子」が映画化され、ベストセラーとなる。以後はもっぱら少女小説や中間小説の作家として活躍した。息子は彫刻家の伊原通夫（1928年- ）。
1960年、『赤坂の姉妹』が川島雄三監督により『赤坂の姉妹より 夜の肌』として映画化された。墓所は富士霊園。

## 著書
- 『厄介な女』（時事通信社、1950年）
- 『春を告げる花』（時事通信社、1950年）
- 『警視総監の笑ひ・本の話』（角川文庫、1951年）
- 『コクリコ夫人』（早川書房、1952年）
- 『ルリ色の海』（同和春秋社、1955年）
- 『女中ッ子・この道の果に』（新潮社、1955年）
- 『語らざる人』（大日本雄弁会講談社、1955年）
- 『今日のいのち』（現代社、1956年）
- 『未知からの誘い』（現代社、1956年）
- 『若い火』（河出新書、1956年）
- 『夕すげ』（現代社、1956年）
- 『生きる場所』（大日本雄弁会講談社（ロマン・ブックス）、1958年）
- 『ヒマワリさん』（講談社（ロマン・ブックス）、1958年）- 明日は咲こう花咲こうの原作
- 『女ごころ』（文芸評論新社、1958年）
- 『女の中の悪魔』（新潮社、1959年）
- 『契約結婚』（新潮社、1960年）
- 『夢違い』（光文社、1960年）
- 『赤坂の姉妹』（新潮社、1960年）
- 『沢夫人の貞節』（新潮社、1961年）
- 『罪と愛』（新潮社、1962年）
- 『小さな結婚』（講談社、1963年）
- 『真夜中の顔』（新潮社、1963年）
- 『やさしい良人』（文藝春秋新社、1963年）
- 『愛のかけら』（文藝春秋新社、1964年）
- 『女性作家シリーズ 森茉莉・由起しげ子・萩原葉子』角川書店 1998